# Alykí (Béotie)
Alykí, en grec moderne : Αλυκή, est un village du dème des Thébains, district régional de Béotie, en Grèce-Centrale.
Selon le recensement de 2011, la population du village compte 279 habitants.